# Chitterlings

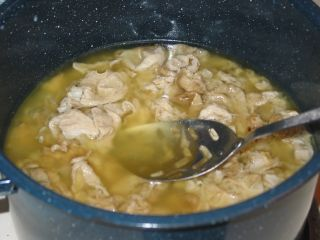
Chitterlings em caldo

Chitterlings ou "chitlins" é, na culinária do sul dos Estados Unidos, o intestino do porco, cuidadosamente lavado e cozinhado. A comida destinada aos escravos era principalmente constituída pelas partes menos “nobres”, desprezadas pelos donos das plantações; por outro lado, durante a Guerra Civil e, mais tarde, durante a Grande Depressão, eram estes ingredientes que estavam disponíveis, tanto para ex-escravos, como para ex-capatazes ou brancos pobres. De qualquer forma, os chitterlings ou chitlins ficaram na tradição como uma das iguarias para as festas de fim de ano (Thanksgiving, Natal e Ano Novo) 
Para além da tradição, os chitlins tiveram um papel muito especial no desenvolvimento da música negra antes desta ser aceite pela sociedade em geral, na década de 1960. O “Chitlin' circuit” era um conjunto de clubes espalhados por todo o sul, onde se serviam sempre chitlins e onde os artistas negros podiam tocar e cantar e ter uma boa audiência. Por outro lado, a cidade de Salley, Carolina do Sul, inaugurou em 1966 o “Chitlin’ Strut” (“festival das tripas”) que se tornou uma referência no estado.
Uma receita simples de chitterlings consiste em cozer durante várias horas as tripas, depois de bem lavadas, com cebola, alho e pimenta-malagueta. O guisado resultante, pode ser consumido com spaghetti ou hortaliças, normalmente acompanhado por vinagre e cornbread.
Um dos problemas com os chitlins é o trabalho que dá a sua limpeza, para evitar problemas de saúde. As tripas são demolhadas em água fria, cuidadosamente limpas com água corrente, se necessário com um escovilhão, e tornadas a demolhar, até que a água esteja limpa. Deve ter-se o cuidado de retirar todos os materiais estranhos, mas deixar uma parte da gordura que cobre as tripas, que melhora o seu sabor. Depois de bem limpas, as tripas são cortadas em pequenos pedaços. Outro problema é o cheiro que deitam quando estão a ser cozinhados; tradicionalmente, eles eram cozinhados fora da casa, no terreiro onde ocorria a matança do porco. Por isso, algumas pessoas tinham o hábito (tradicionalmente sulista) de fritar as tripas depois de cozidas.
Noutra receita, as tripas são postas a cozer em abundante água e vinagre de cidra; quando o líquido já está a ferver, juntam-se batatas, cebolas, folhas de louro, pimenta-malagueta (verde ou vermelha, de acordo com o gosto), alho, sal e pimenta. Quando as tripas estão tenras, escorre-se a água de cozedura e servem-se com molho picante.